# Triftgletsjer (Gadmen)
De Triftgletsjer (Duits: Triftgletscher) is een gletsjer in de Zwitserse Alpen nabij Gadmen, in het uiterste oosten van het kanton Bern. In 1973 was hij 5,75 km lang, bovenaan 3 km breed en aan de tong circa 500 m breed. Op dat moment bedekte hij met zijn gletsjerzijden een oppervlakte van ongeveer 16,55 km.
Sinds het einde van de kleine ijstijd is de gletsjer aan het krimpen. Het dal waarin vandaag het meer (Triftsee) ligt was tot ver in de 20e eeuw opgevuld door een grote massa ijs. In de jaren 1990 begonnen zich aan de gletsjertong kleine plassen van smeltwater te vormen die geleidelijk groter werden. In de hete zomer van 2003 werd het meer al snel groter en de gletsjertong zonk weg in het smeltwater en loste daarin op, wat leidde tot een inkrimping van de gletsjer van meer dan 136 m binnen een jaar. Sinds 1861 is de gletsjer in totaal 2771 meter ingekrompen. 
Op 2520 meter hoogte boven de zeespiegel bevindt zich de Trifthutte, een berghut van de Schweizer Alpen-Club (SAC) die enkel bereikbaar was over de gletsjertong. Door het smelten van de gletsjer was men in 2004 genoodzaakt een brug, de Triftbrücke te bouwen om deze hut nog te kunnen bereiken.

## Fotogalerij

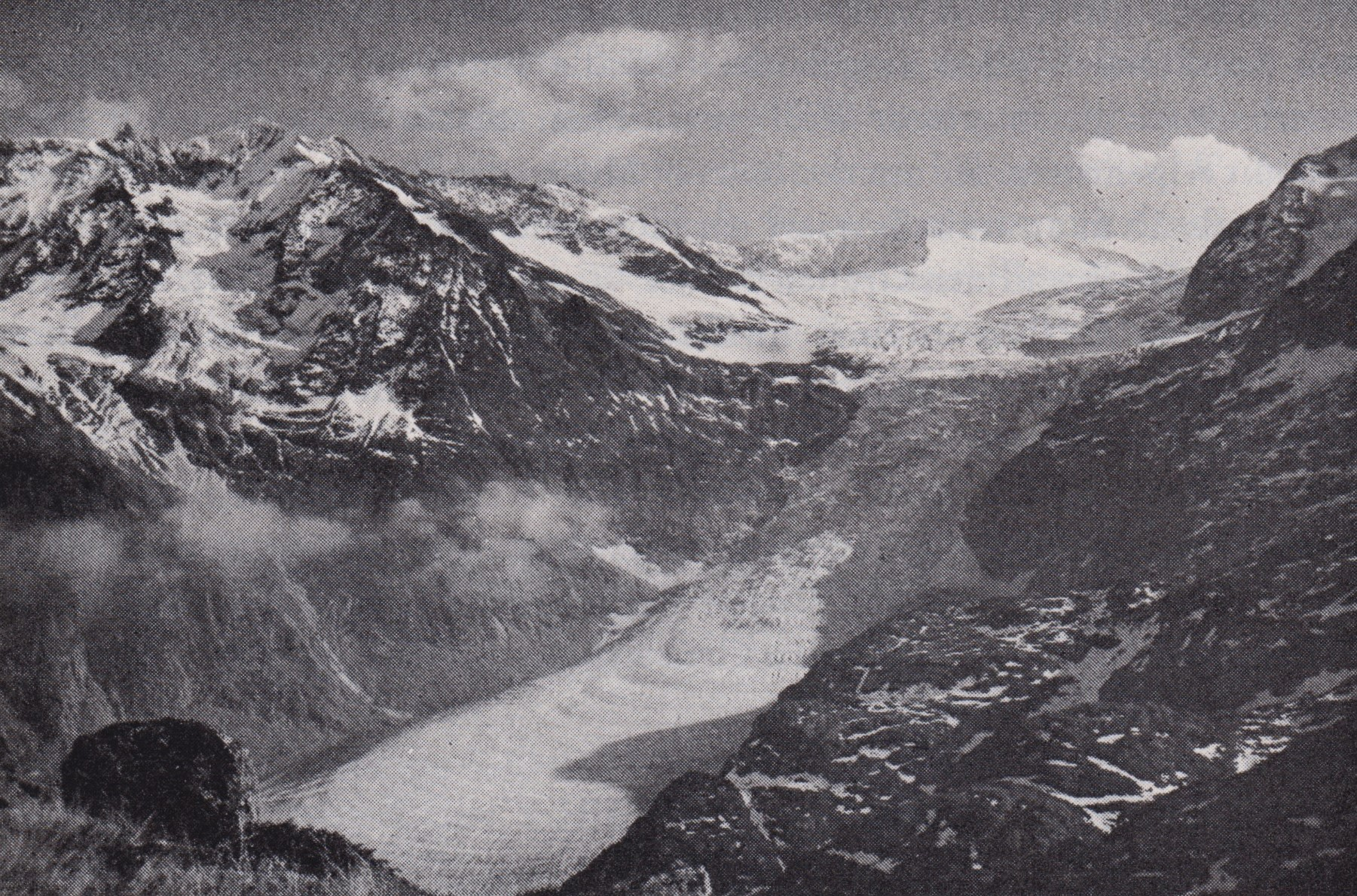
Triftgletsjer in de zomer van 1971
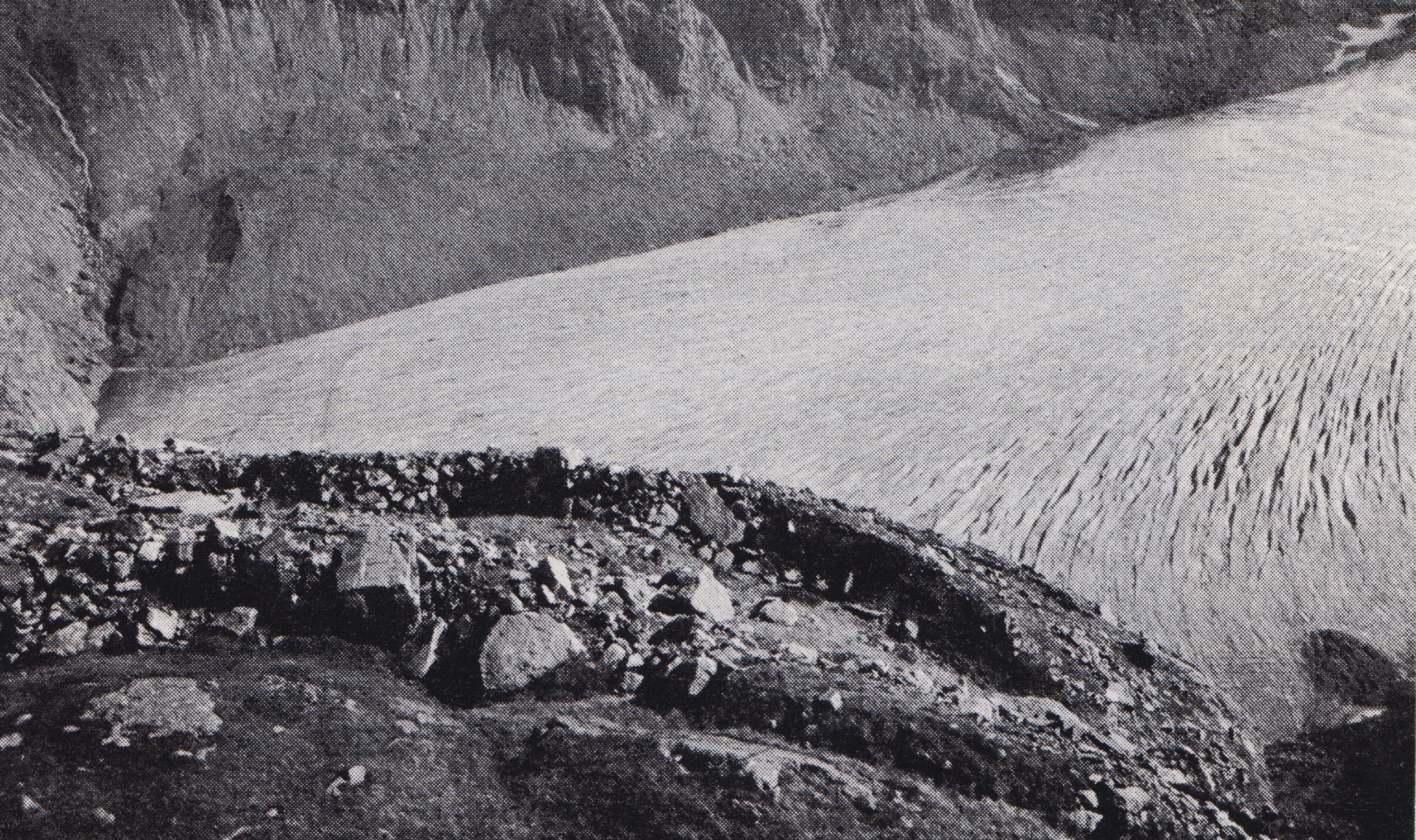
Triftgletsjer in de zomer van 1971, met morenen uit 1860
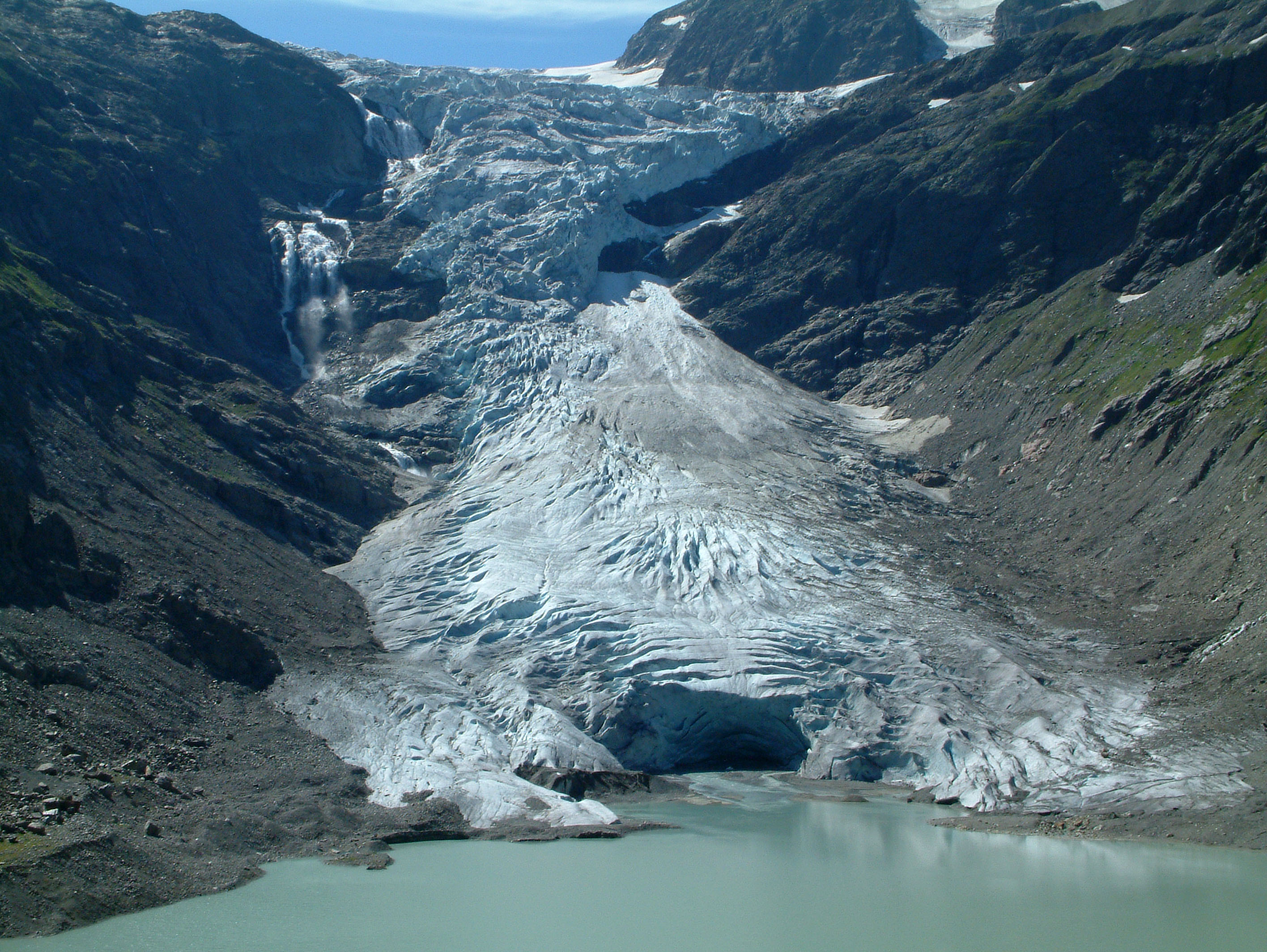
Triftgletsjer in de zomer 2006
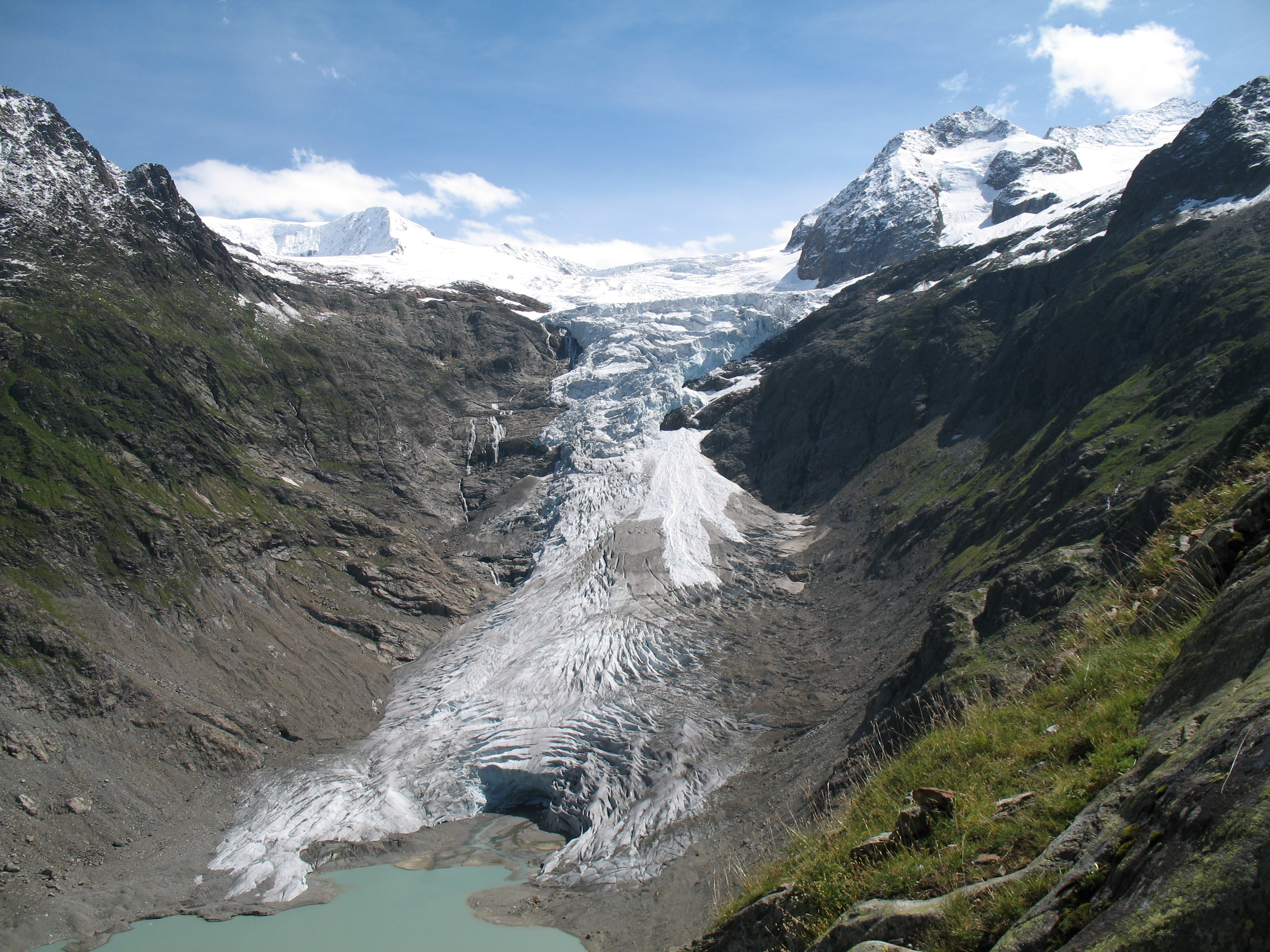
Triftgletsjer in september 2006
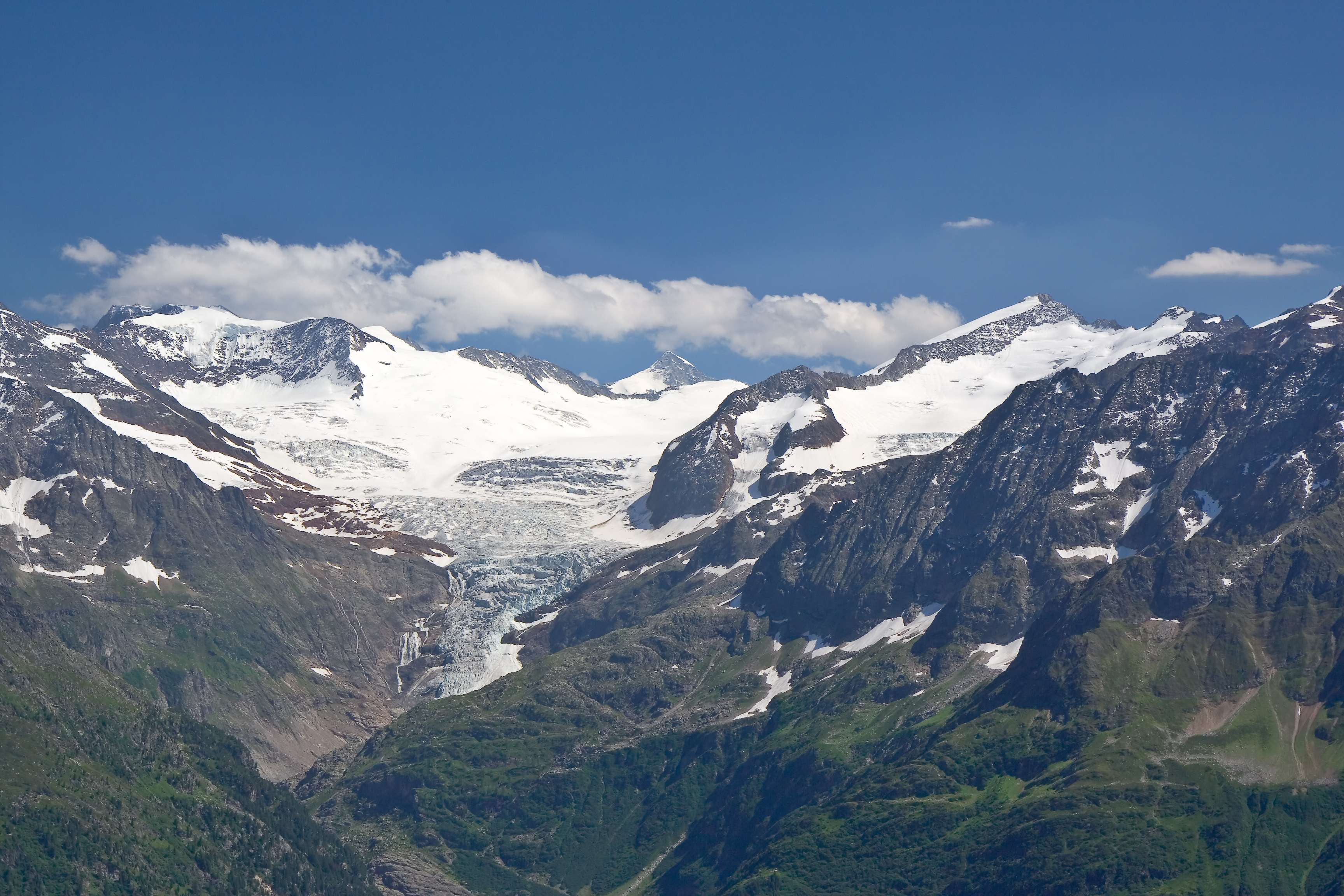
Triftgletsjer in de zomer 2007
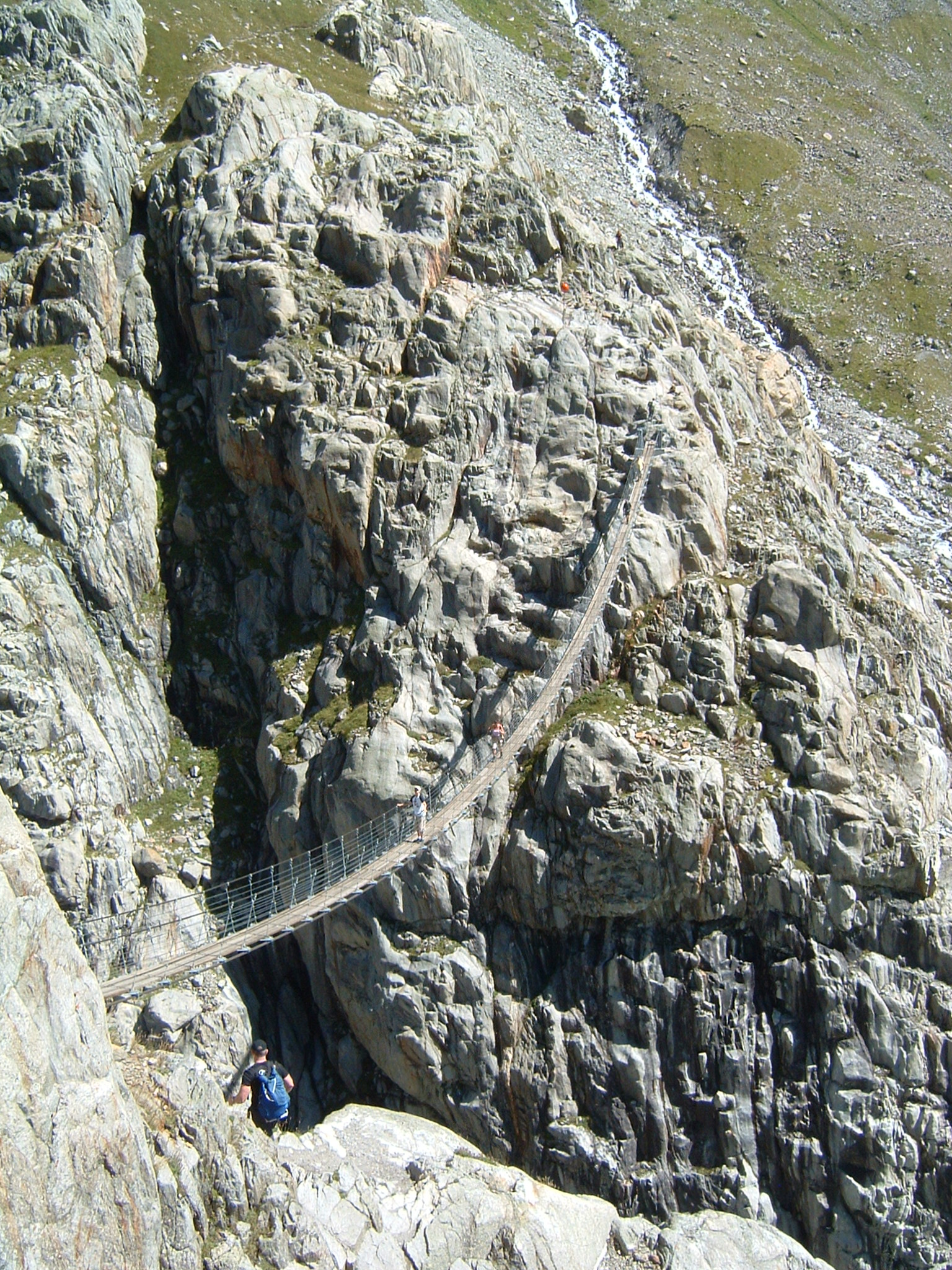
Alte Triftbrücke over het Triftwater
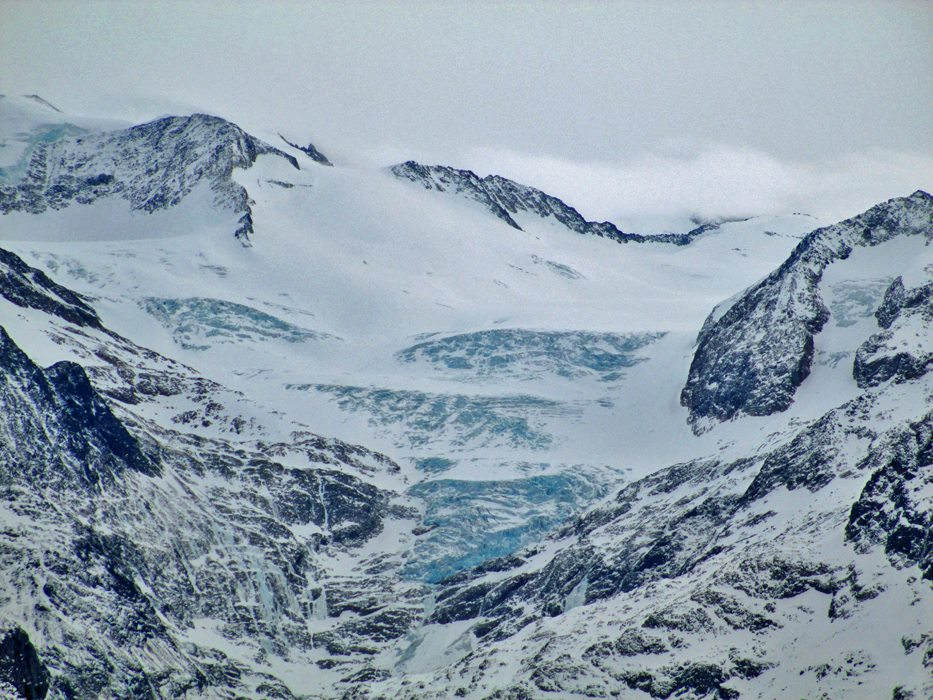
Triftgletsjer in de winter 2014
Triftgletsjer sinds 1864